# Стефан Митков
Стефан Митков е български скиор, състезател по ски бягане, участник на зимните олимпийски игри в Скуо Вали през 1960 г. и в Инсбрук през 1964 г.

## Биография
Стефан Митков е роден на 16 юни 1933 г. Участва на зимните олимпийски игри в Скуо Вали (1960) и Инсбрук (1964). 
Резултати от Скуо Вали 1960
- 15 km: 33-ти от 54 участници
- 30 km: 31-ви от 48 участници
- 50 km: 22-ри от 31 участници

Резултати от Инсбрук 1964
- 15 km: 43-ти от 71 участници
- 30 km: 37-и от 69 участници
- 50 km: 25-ри от 41 участници

Известно време е член на комитета по ски бягане към Българската федерация по ски.  Помага за развитието на първия български олимпийски медалист от зимни олимийски игри, Иван Лебанов, който печели бронзов медал на олимпийските игри в Лейк Плесид през 1980 г. 